# Conardia compacta
Conardia compacta là một loài Rêu trong họ Amblystegiaceae. Loài này được (Müll. Hal.) H. Rob. mô tả khoa học đầu tiên năm 1976.